# Je t'aime... moi non plus
“Je t'aime… moi non plus”（法语，意为“我愛你……我也不愛”）是由塞尔日·甘斯布为碧姬·芭杜创作的一首歌曲，于1967年發行。1969年，甘斯布与珍·柏金合作录制了最为人熟知的版本。尽管这首二重唱在英国取得了冠军——成为首支达到该成绩的外语歌曲——在爱尔兰也获得了亚军，但歌曲由于明显的性内容，在一些国家被禁播。
1976年，甘斯布执导了同名情色电影，由柏金主演。

## 歷史
这首歌曲是在1967年末甘斯布为女友碧姬·芭杜创作和录制的。在兩人一次令人失望、毫无趣味的约会后，她在第二天“打电话要求赎罪”让他为她写一首“他能想象到的最美丽的爱情歌曲”，於是那个晚上他创作了“Je t'aime”和“Bonnie and Clyde”。他们在巴黎的一间小玻璃隔间内用两小时的时间录制了“Je t'aime”，由米歇爾·科隆比耶編排；工程师威廉·弗拉格勒说有“浓重的爱抚”。然而，录音的消息传到了媒体，芭杜的德国商人丈夫根達·薩克斯感到愤怒，要求撤回这张单曲。芭杜请求甘斯布不要发行。他答应了，但評論道“音乐是非常纯粹的。我生平第一次写了一首情歌，却受到了负面反应”:92。
在1968年，甘斯布与英国女演员珍·柏金在拍摄电影《口号》时开始交往。拍摄结束后，他请她与他一起录制这首歌。柏金听过芭杜版本，觉得“太性感了”。她说：“我唱这首歌只因为我不想让其他人唱。”一想到他与别人在录音室共事，她就感到嫉妒。甘斯布要求她唱得比芭杜高一个八度，“这样你会听起来像个小男孩”。这次在Marble Arch的一间工作室由阿圖·格林斯蕾德编排录制。柏金说她“沉重的呼吸有点失控——事实上，我一度被告知要冷静下来，这意味着有那么一刻我甚至停止了呼吸。如果你现在听这张唱片，仍然可以听到那个小小的间隙”。
就像芭杜版本一样，媒体猜测他们是否实况录制了性行为，对此甘斯布告诉柏金：“谢天谢地不是，不然我会希望那是一张能播很久的唱片。”这张单曲于1969年2月发行。封面很简单，上面写着“Interdit aux moins de 21 ans”（21岁以下禁止），唱片公司将厂牌从飞利浦改成了其子公司方塔納。
甘斯布还邀请过瑪莉安·菲絲佛与他一起录制这首歌；她说：“哈！他问过每个人。”其他被邀请过的人还有瓦勒瑞·拉格蘭和米蕾葉·達爾克。芭杜后悔没有发行她的版本，她的朋友让-路易·雷米洛说服她与甘斯布联系。他们在1986年发布了这首歌:147。

## 歌詞和音樂
这首歌的歌名灵感来自萨尔瓦多·达利的评论：“畢卡索是西班牙人，我也是。畢卡索是天才，我也是。畢卡索是共产主义者，我也不是。”甘斯布声称这是一首关于肉体之爱的绝望和不可能性的“反性行为”歌曲。歌词以两位恋人在性交过程中的对话形式展开，有以下短语：

"Je vais et je viens, entre tes reins"（“我来了又去，在你的腰间”）

"Tu es la vague, moi l'île nue"（“你是波浪，我是裸露的岛屿”）

"L'amour physique est sans issue"（“肉体之爱是沒希望的”）

“Je t'aime, moi non plus”在宠物店男孩版本“I Don't Know What You Want But I Can't Give It Any More”中被翻译为“我爱你——我不再爱”。歌词以歌唱、说唱和低语的方式伴C大调的巴洛克管风琴和吉他伴奏呈现，配以“懒散、几乎过于漂亮、像巧克力盒子一样的旋律”。

## 反响
一些人认为这首歌的情色性令人反感。歌词被普遍认为是指没有爱的性禁忌，并以一种喘息、暗示的方式表达出来。后来，音乐月刊《观察家》杂志称其为“相当于一部艾曼纽电影的流行歌曲”。当与芭杜一起录制的版本发布时，法国媒体称其为“audio vérité”。《法兰西晚报》称，“呻吟声、叹息声和芭杜欢快的小叫声[给人]一种正在听两个人做爱的感觉”。歌曲一录制完，甘斯布就在巴黎一家餐厅公开播放。柏金说，“当音乐响起时，你只能听到刀叉被放下的声音。他说，‘我想我们有了一张畅销唱片’”。
这首歌的高潮部分是柏金的性高潮声，因此它在西班牙、瑞典、巴西、英国、意大利等地被禁播，法国在晚上11点前禁播，美国的许多电台也因为认为太过不雅而不播放，还受到梵蒂冈和《羅馬觀察報》的谴责；甚至有报道称梵蒂冈对在意大利发行这首歌的唱片公司执行了开除教籍的处罚。柏金表示甘斯布称教皇是“我们最伟大的公关人员”。
柏金在2004年表示：“这并不是一首粗鲁的歌。我不知道所有的争吵是为了什么。英国人只是不理解它。我仍然不确定他们是否知道它的意思。”当甘斯布去牙买加与斯萊和羅比一起录音时，他们起初相处得不好。他们说：“我们只知道一首法国音乐，一首叫‘Je t'aime… Moi Non Plus’的歌，其中有一个女孩在呻吟。”甘斯布说，“那是我[创作的]”，他们的情绪立即改变了。

## 商业成功
到1969年10月，这首歌在欧洲已获得了商业上的成功，销量达到300万张。在英国，这首歌由方塔納厂牌发行，但在获得第二名后便停止销售。甘斯布与Major Minor Records签订了合约，重新发行后，该单曲获得了第一名，这是英国第一首被禁的冠军单曲，也是第一首登上榜首的外语单曲。这首歌在英国排行榜上停留了31周。这首歌在美国进入了百大排行榜，在告示牌百大單曲榜中名列第58位。美国发行商水星唱片被批评这首歌“淫秽”，只允许有限制的播放，因此在美国的销量被限制在15万左右 。
1974年底，这首歌在英国由大西洋唱片的子公司Antic Records重新发行，再次登上排行榜，最高排名第31位，并连续九周蝉联榜首。到1969年8月，该单曲在意大利已售出30万张，而在法国，仅1969年一年就售出了40万张。在英国的销量超过25万张。到1996年，该单曲在全球已售出600万张。
| 榜单（1969年）            | 最高排名 |
| ------------------------- | -------- |
| 澳大利亚（肯特音樂報道）  | 91       |
| 奧地利Ö3四十強音樂榜      | 1        |
| 德国音乐市场/媒体控制榜单 | 3        |
| 荷兰（百强单曲榜）        | 2        |
| 爱尔兰单曲榜              | 2        |
| 墨西哥（Radio Mil）       | 5        |
| 挪威世道榜                | 1        |
| 瑞士百强单曲榜            | 1        |
| 英國單曲排行榜            | 1        |
| 美国告示牌百大單曲榜      | 58       |